# Bob Burnquist
Robert Dean Silva Burnquist (né le 10 octobre 1976 à Rio de Janeiro au Brésil) mieux connu sous le nom de Bob Burnquist (/börnkwist/) est un skateboarder professionnel brésilien. Anciennement sponsorisé par The Firm, il fait actuellement partie de l'équipe Flip, pour laquelle il a participé à une publicité spectaculaire, dans laquelle il saute avec son skate dans le Grand Canyon (avec un parachute).

## Repères biographiques
Bob est né au Brésil d'une mère brésilienne et d'un père américain. Il devient adepte du skateboard à São Paulo. Lorsqu'il fut adulte, il déménagea aux États-Unis. Il possède les nationalités américaine et brésilienne, mais utilise la brésilienne en compétition.

## Carrière
Il est l'un des meilleurs skateboarders de rampe (skateboard vertical) au monde. Il devient pro à l'âge de 15 ans, après avoir gagné une compétition amateur, lorsque Kalvin Guyter le prend sous sa coupe.
Il est l'un des rares skateurs à avoir passé The Loop (looping), et est célèbre pour avoir passé son Loop brisé en switch.

## Vie privée
Militant très actif, il est membre de l'Action Sports Environmental Coalition.